# Paraliparis bullacephalus
Paraliparis bullacephalus är en fiskart som beskrevs av Robert C.Busby och Cartwright 2009. Paraliparis bullacephalus ingår i släktet Paraliparis och familjen Liparidae. Inga underarter finns listade i Catalogue of Life.